# Jan Baptist Bonnecroy
Pour les articles homonymes, voir Bonnecroy.

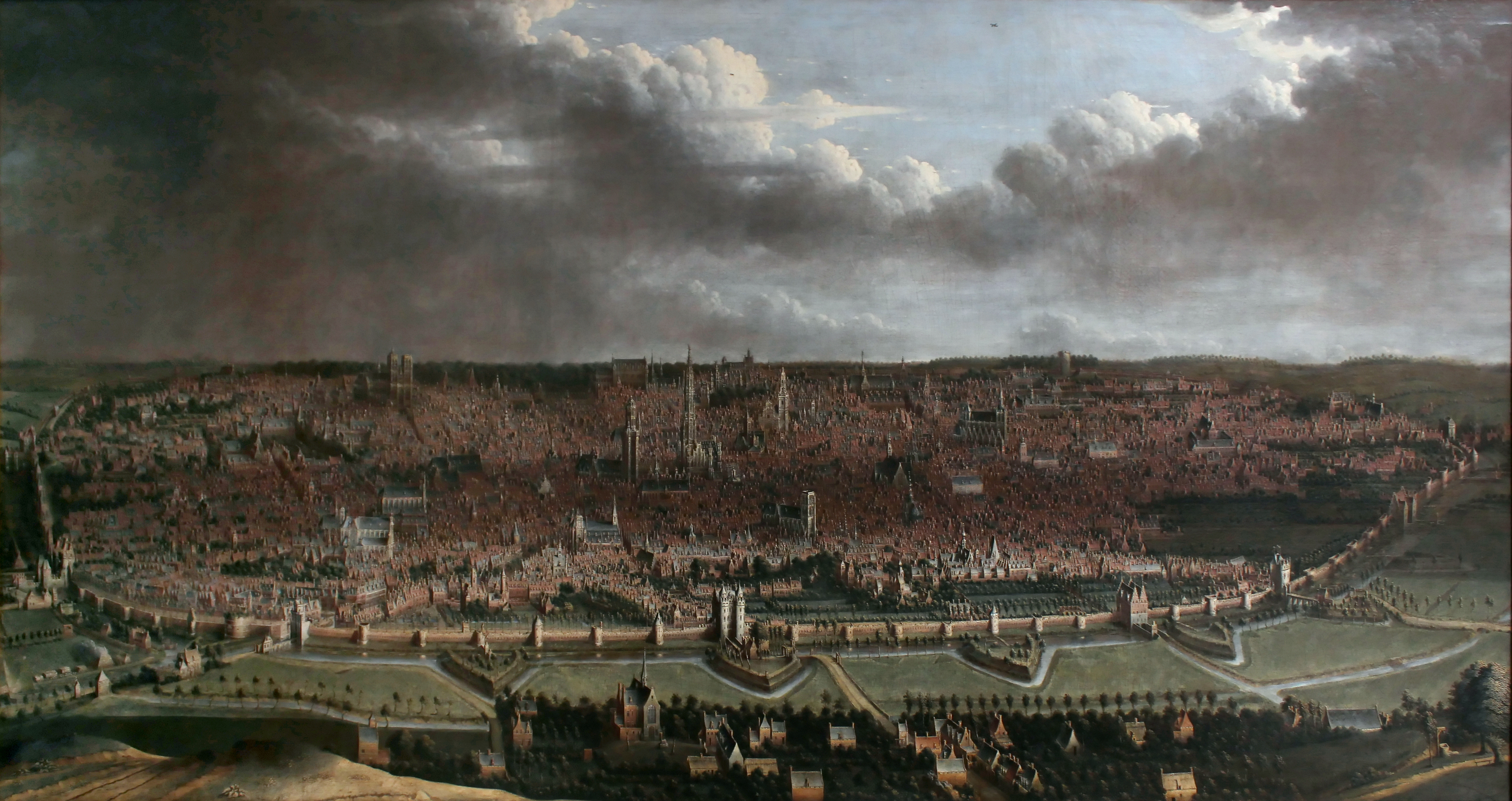
Vue de Bruxelles.

Jan Baptist Bonnecroy ou Jean Baptiste Bonnecroy, né le 12 février 1618 à Anvers et mort après 1676, est un peintre et graveur flamand connu pour ses grandes vues panoramiques de villes et ses peintures de marines. 

## Biographie
Jan Baptist Bonnecroy naît le 12 février 1618 à Anvers. Il est le fils du marchand de tissus, de draps et de dentelles, Willem Bonnecroy et d'Antonetta de la Forterie. Houwaert note que les grands-parents paternels du peintre étaient François Bonnecroy, marchand, mort le 19 avril 1619, et Elisabeth Courtoys, morte le 13 octobre suivant, tous deux inhumés à Notre-Dame à Anvers.
Jean Baptiste étudie l'art dès son plus jeune âge mais renonce à une carrière artistique à l'âge de 20 ans pour entrer dans un monastère franciscain en 1638. Il renonce cependant à sa vocation religieuse et se marie en 1642. Sa première épouse meurt entre 1654 et 1658. Il épouse en secondes noces à Bruxelles, paroisse Notre-Dame de la Chapelle, en 1666, Anne Gaesselinckx ou Gerstelinckx. De son premier mariage, il a eu deux enfants, une fille Anne-Marie, qui épousa à Bruxelles, à Notre-Dame de la Chapelle en 1679, Ernest - ou Pierre Ernest - Tourlant ou Tourlan, alfère (porte-drapeau) de la compagnie colonelle du régiment d'infanterie haut-allemand du marquis de Grana, gouverneur des Pays-Bas espagnols, et un fils Jean-Baptiste, chanoine, mort à 22 ans, vraisemblablement à Bruxelles en 1676. 
Par sa fille Anne Marie, la descendance du peintre compta jusqu'à dix petits-enfants.

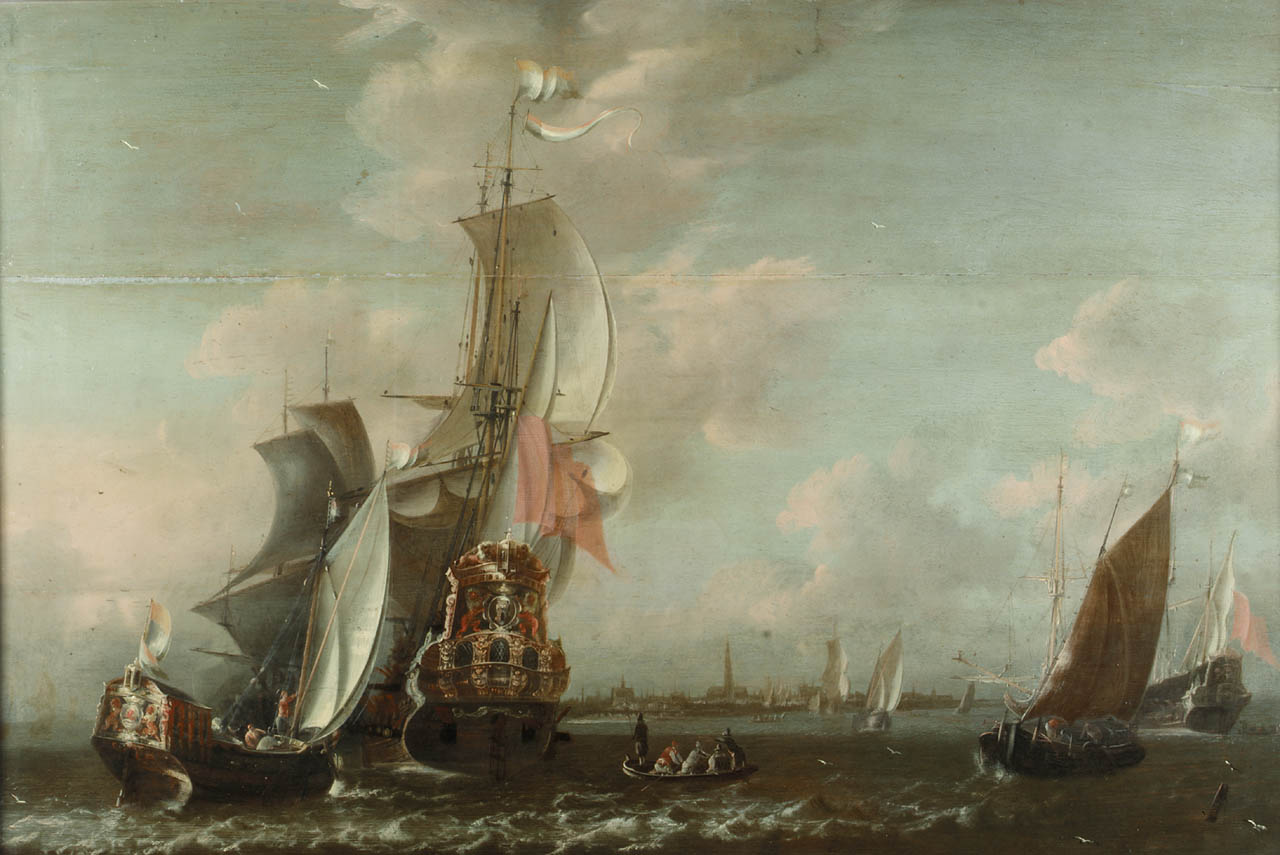
Un navire de Middelburg au large de Middelburg.

Après être devenu orphelin, il est placé sous tutelle. L'un de ses tuteurs est le célèbre peintre paysagiste Lucas van Uden. Il conclut un contrat d'apprentissage et est  inscrit en 1644 comme élève de Lucas van Uden. L'année suivante, il passe son examen de maîtrise et est inscrit comme peintre dans les registres de la guilde anversoise de Saint-Luc. 
En 1658, il achète une maison à Anvers, qu'il revend en 1662. Il est encore inscrit à la guilde d'Anvers en 1665 mais après cela, il n'y a plus aucune trace de lui dans cette ville. Il est probable qu'il ait travaillé à Amsterdam et à Bruxelles car il peint des vues de ces deux villes. 
Il meurt après 1676, probablement à Bruxelles, car une vue de la ville de sa main montre Bruxelles cette année-là.
Ce sont les héritiers de l'une de ses petites-filles qui vendront en 1761 plusieurs œuvres de la main de Jean Baptiste Bonnecroy : 

« Deux tableaux dont l'un représente la ville de Bruxelles avec toutes ses rues, églises, couvents, édifices publics, remparts et environs ; il est de la composition de J.-B. Bonnecroy, et de l'année 1657, il a six pieds de hauteur sur douze de longueur. On y joint une partie des estampes relatives à ce tableau. L'autre, représentant la ville d'Anvers ; la Fête de Flandres et l'Escaut, avec diverses figures propres aux différents sujets, de la composition du même peintre : sa longueur est de 10 pieds et sa hauteur de six. On vendra aussi plusieurs tableaux de paysages des environs de Bruxelles, peints par le même. Les amateurs peuvent s'adresser à la maison mortuaire de feue Mademoiselle Tourlant, proche la place Wallone. »

## Œuvres
Bonnecroy est surtout connu pour ses vues panoramiques à grande échelle sur les villes. En outre, il a également peint un certain nombre de vues marines de voiliers. 

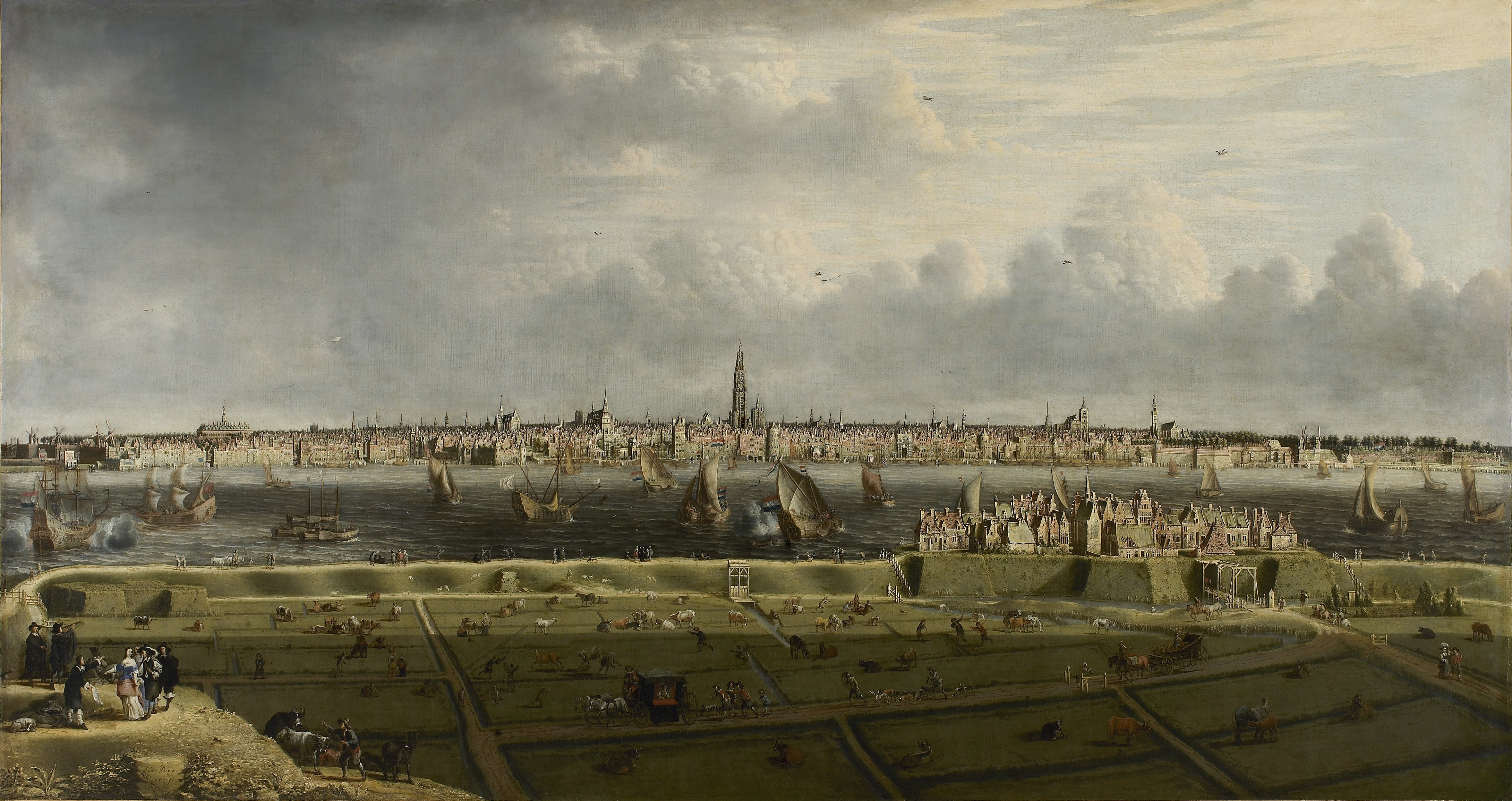
Vue du port d'Anvers.

Il a peint au moins 4 vues d'Anvers. La vue datée de 1658 a été commandée pour l'hôtel de ville d'Anvers. Il a réalisé également des vues d'Amsterdam et de Bruxelles. Ces vues montrent toutes les villes de loin et avec une perspective à vol d'oiseau. Bonnecroy s'est appuyé sur les dessins des principaux bâtiments et des plans de ville, ainsi que sur sa connaissance de la perspective, pour créer cette illusion de regarder les villes d'en haut. La Vue de Bruxelles qui fait maintenant partie de la collection des Musées royaux des Beaux-Arts de Belgique était à l'origine la propriété des ducs d'Arenberg qui la conservaient dans leur château de Heverlee. 

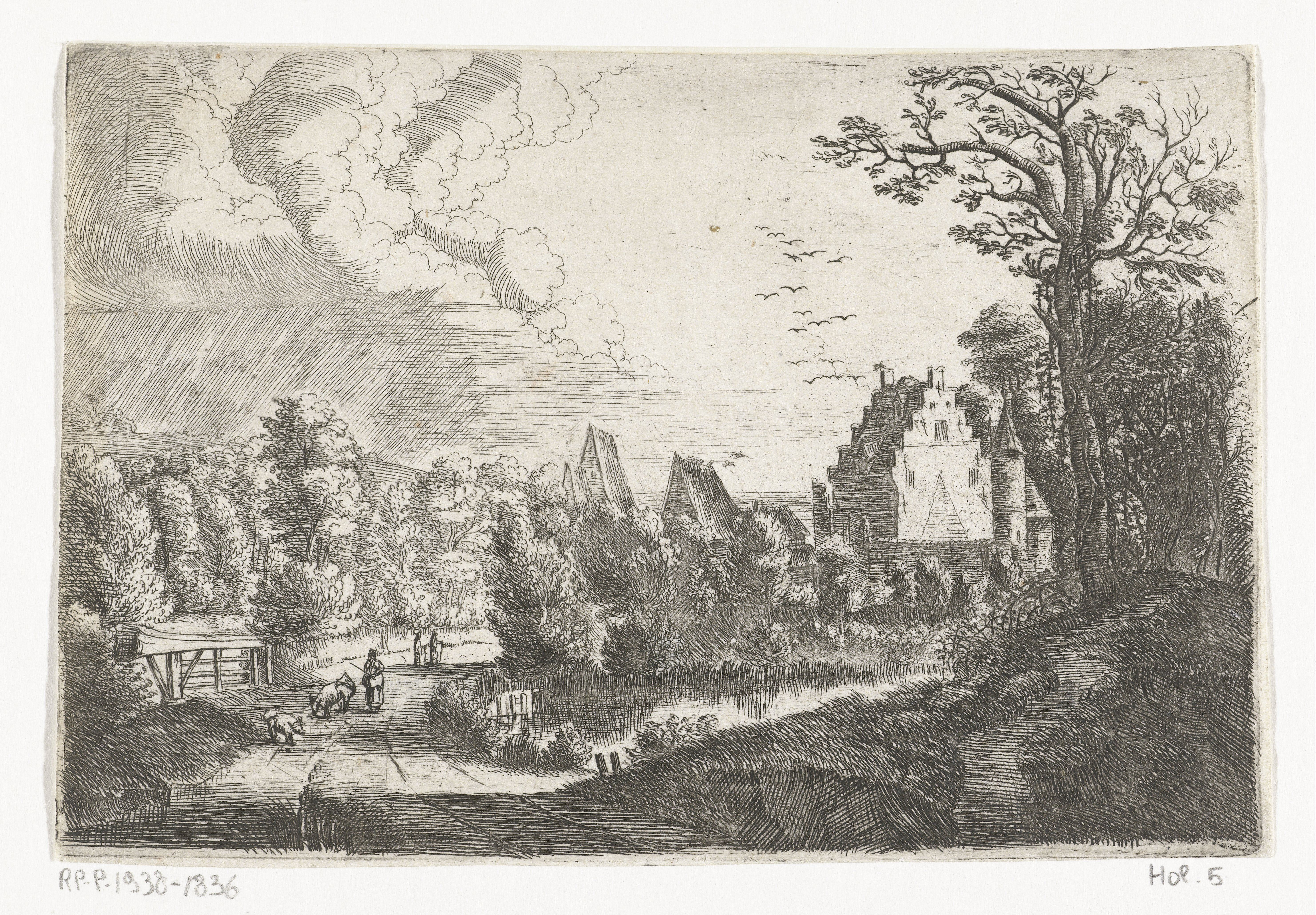
Paysage avec un château.

Bonnecroy a également peint des vues marines. Le National Maritime Museum de Greenwich conserve deux de ses peintures marines, toutes deux montrant des vues de navires hollandais naviguant devant un port néerlandais. Les peintures sont dans la tradition baroque flamande, et exécutées avec un rendu liquide et ornemental des coups de pinceau. L'influence de Hendrik van Minderhout est évidente. 
Bonnecroy était également un graveur habile. Le British Museum détient sept de ses gravures qui étaient autrefois attribuées à son maître Lucas van Uden. Les estampes représentent tous des paysages avec des personnages et ont été publiés par l'éditeur anversois Frans van den Wyngaerde, ainsi qu'une huitième estampe de Lucas van Uden.